# Новосады (Дятловский район)
Новоса́ды (бел. Навасады) — деревня в Даниловичском сельсовете Дятловского района Гродненской области Белоруссии. По переписи населения 2009 года в Новосадах проживало 10 человек. Площадь населённого пункта составляет 8,66 га, протяжённость границ — 2,97 км.

## Этимология
Название деревни образовано от места — новое поселение, то же, что и новосёлки.

## География
Новосады расположены в 22 км к востоку от Дятлово, 152 км от Гродно, 12 км от железнодорожной станции Новоельня.

## История
В 1909 году Новосады — деревня в Кошелёвской волости Новогрудского уезда Минской губернии. В Новосадах было 10 хозяйств, проживало 55 человек.
В 1921—1939 годах Новосады находились в составе межвоенной Польской Республики. В сентябре 1939 года Новосады вошли в состав БССР.
В 1996 году Новосады входили в состав колхоза «Гвардия». В деревне насчитывалось 17 хозяйств, проживало 39 человек.